# Paràbola de les dues cases

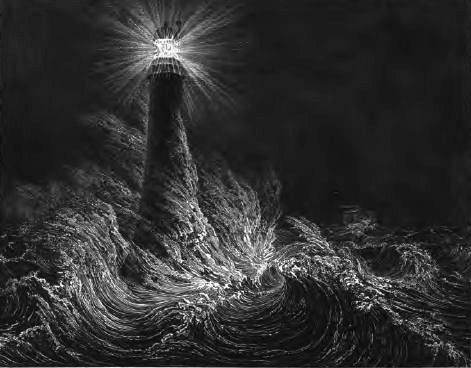
Aquesta paràbola compara la casa construïda sobre roca i la construïda sobre sorra.

La paràbola de les dues cases és una al·legoria que narra Jesús a l'Evangeli segons Mateu (Mt 7:24-27).

## Argument
Hi havia dos homes, un va construir la seva casa sobre roca i quan van arribar el vent i la pluja, no van poder enderrocar-la. Per contra el segon home va edificar casa seva sobre la sorra. En arribar una tempesta, la casa no va poder resistir-la i va caure a terra.

## Anàlisi
L'ensenyament de la paràbola apareix explícit al text de Mateu: només aquells qui tenen bons fonaments (els qui segueixen el missatge del cristianisme) poden fer front a la desgràcia. Els altres no podran resistir els mals temps, ja que no estaran ben assentats. Es pot identificar la tempesta amb el judici final o amb l'adversitat, en ambdós casos es necessita la fe i les bones obres per obtenir. La casa és un símbol universal de la seguretat, i en aquest sentit Jesús garanteix als seus seguidors la salvació. La diferència entre els qui obren bé i malament apareix a altres narracions bíbliques, sovint també sota la forma d'al·legories que faciliten la comprensió del missatge d'una forma més gràfica.